# Represa de Belo Monte

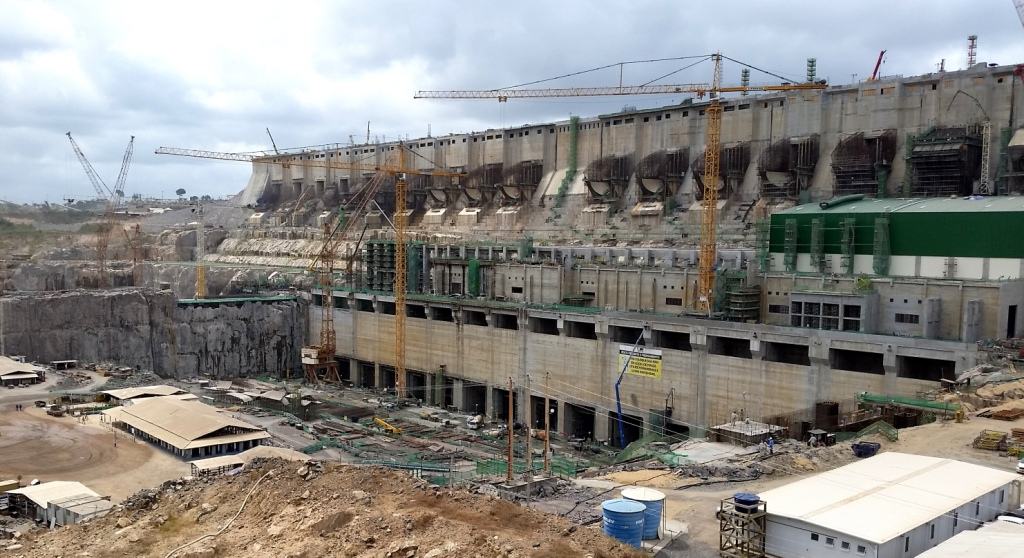
Represa en construcción en septiembre de 2015.

La represa de Belo Monte es una central hidroeléctrica que se está construyendo en el río Xingú en el estado de Pará, Brasil. La capacidad instalada planeada para la represa será de 11.000 MW, por lo que será la segunda mayor hidroeléctrica brasileña (después de la gigantesca Represa de Itaipú de 14.000 MW), y la tercera del mundo detrás de Tres Gargantas (China), representando 11% de la potencia instalada de Brasil. La represa tiene un costo estimado de 3 mil millones de dólares, y la línea de transmisión, 2,5 mil millones. El proyecto está siendo desarrollado por la compañía eléctrica estatal Eletronorte.
La oposición al proyecto es muy mediatizada gracias al jefe aborigen Raoni, al cantante Sting o al realizador James Cameron.

## Controversia
El proyecto es criticado por organizaciones ambientalistas y de derechos humanos como Survival International, pues anegaría una extensa área de tierra, desecaría partes del río Xingú, destruiría la selva y reduciría las reservas de peces imprescindibles para la supervivencia de distintos pueblos indígenas de la zona, como los kayapó, arara, juruna, araweté, xikrin, asurini y parakanã. También se dice que para ser viable, la represa de Belo Monte necesitaría de otras represas aguas arriba para garantizar un año de flujo circulante de agua, lo que significaría la inundación de más bosques.  La afluencia de inmigrantes a la zona durante la construcción de la presa amenaza con introducir violencia en la zona y contagiar enfermedades a estos indígenas, de forma que se ponga en riesgo sus vidas.

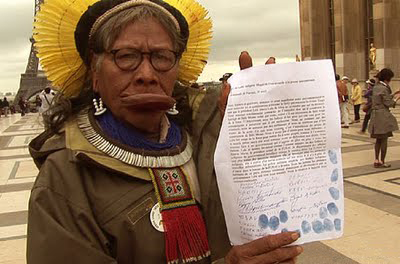
El Jefe Raoni y las primeras firmas de su petición internacional contra la presa.

El departamento de asuntos indígenas del Gobierno Brasileño, la FUNAI, ha afirmado que podría haber algunos indígenas no contactados en las cercanías de la presa. Para estos indígenas el riesgo sería mayor, pues tienen muy poca resistencia frente a enfermedades del exterior que podrían ser mortales para ellos.
Los indígenas kayapó y otros pueblos indígenas de la zona llevan protestando contra la presa desde que su construcción se propuso inicialmente en los años ochenta.
En una carta dirigida al presidente Lula da Silva, los kayapó declaran lo siguiente: “No queremos que esta presa destruya los ecosistemas y la biodiversidad que nosotros hemos cuidado durante milenios, y que aún podemos preservar”. Los indígenas afirman que se opondrán a la presa por todos los medios y que, si la construcción prosigue, el río Xingú se convertirá en un río de sangre.
La Oficina del Fiscal General, junto con numerosas organizaciones locales e internacionales, ha pedido que se suspenda la licencia, alegando que los estudios de impacto medioambiental estaban incompletos y que los indígenas y demás personas que se verán afectadas no han sido debidamente consultadas.[cita requerida]
Un primer proyecto de construcción de la represa de Belo Monte fue abandonada en la década de 1990, debido a protestas internacionales y nacionales.